# Alipur Ćatha
Alipur Ćatha – miasto w Pakistanie, w prowincji Pendżab. W 2017 roku liczyło 60 989 mieszkańców.